# لويجي سانتي دا ريوس
لويجي سانتي دا ريوس (بالإيطالية: Luigi Sante Da Rios)‏ (م. 2 أبريل 1881 – و. 1965) هو رياضياتيّ وفيزيائي إيطالي راحل، عمل في مجال ديناميكا الموائع.